# Forrest DeBernardi
Forrest Sale DeBernardi, detto Red (Nevada, 3 febbraio 1899 – Dallas, 29 aprile 1970), è stato un cestista statunitense, membro del Naismith Memorial Basketball Hall of Fame dal 1961.

## Carriera
Nato in Missouri, fu uno dei più affermati giocatori di college basketball degli anni venti. Alto 185 cm, ricopriva principalmente il ruolo di centro, pur avendo giocato in ogni ruolo.
Fu nominato 7 volte l'All-America dell'Amateur Athletic Union. Vinse il campionato AAU con Kansas City Athletic Club (1921), Hillyard Shine Alls (1926 e 1927), Cook's Painter Boys (1928 e 1929).
Nel 1938 fu nominato miglior centro di sempre nel college basketball dall'Associated Press.